# Crònica de Melrose
La Crònica de Melrose és una crònica medieval, segurament compilada per monjos de l'abadia de Melrose, que cobreix el període comprès entre els anys 735 i 1270 de la història d'Escòcia.Ha arribat fins a nosaltres a través del manuscrit Cotton Faustina B ix, conservat a la Biblioteca Britànica.

## Estructura
La crònica està dividida en dues parts diferenciades. La primera, que cobreix els anys 745-1140, es basa principalment en una complilació de la Crònica anglosaxona i dels treballs de cronistes com Simeó de Durham o Roger de Hoveden. A partir de 1140, data de la fundació de l'abadia de Melrose, la crònica esdevé un text completament inèdit, que els historiadors consideren de menor qualitat que la primera part. L'abat Jocelin, que va dirigir Melrose de 1170 a 1174, podria ser el promotor d'aquesta segona part.

## Història
Segurament el manuscrit va ser retirat de l'abadia de Melrose en el moment de la dissolució dels monestirs durant el segle xvi. A partir d'aquell moment va passar per les mans dels antiquaris John Leland (1506-1552) i Robert Bruce Cotton (1570/1571-1631). Com la resta de la seva col·lecció de manuscrits, el 1702 el net Cotton va donar a la nació la Crònica de Melrose. El 1753 va entrar al Museu Britànic i, finalment, es va dipositar a la Biblioteca Britànica el 1973.